# Lacus Odii

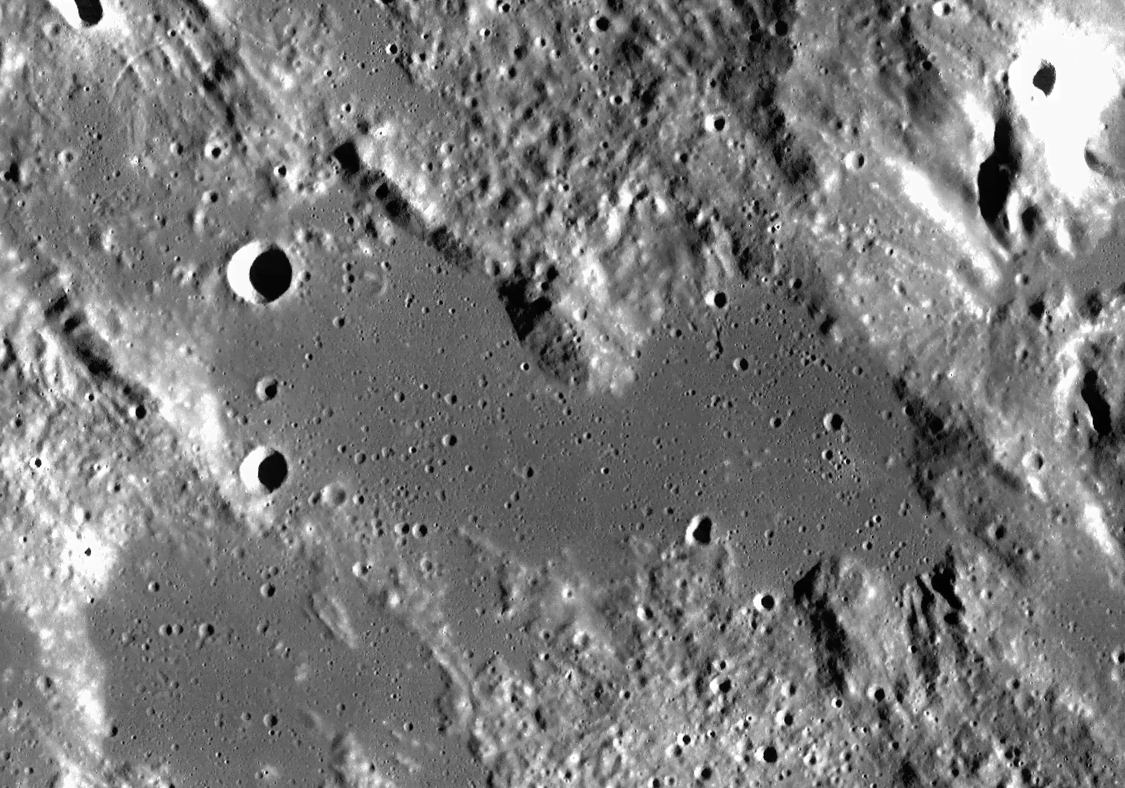
El Lacus Odii, con el cráter satélite Sulpicius Gallus G en el sector noroeste del lago.

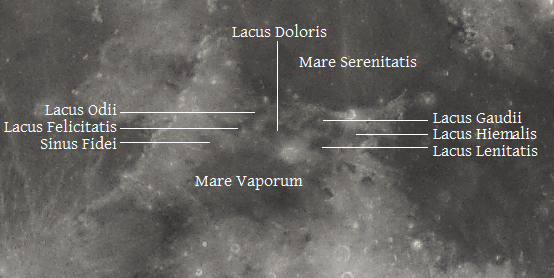
Localización del Lacus Odii en el interior de la Terra Nivium

El Lacus Odii (en latín, "Lago de Odio") es un pequeño mar lunar situado en la región denominada Terra Nivium. Está localizado en las coordenadas selenográficas 19.0° Norte y 7.0° Este y su diámetro envolvente es de unos 70 km.
Es el más septentrional del conjunto de lagos situados entre el Mare Serenitatis al norte y el Mare Vaporum al sur.

## Denominación
El nombre del lago fue adoptado por la Unión Astronómica Internacional en 1976.